# Hartmann Angst
Hartmann Angst (* 1759 in Regensberg; † Juni 1829) war ein Schweizer Arzt und Politiker. 

## Biografie
Angst ist ein Bürgergeschlecht des Städtchens Regensberg, das Ende des 17. Jahrhunderts aus Eglisau zugewandert ist. Hartmann Angst nahm 1803 als Vertreter der Aristokraten Einsitz in den Grossrat des Kantons Zürich. Es waren dies die ersten Wahlen nach der in der Mediationszeit neu erstellten Verfassung des Kantons Zürich vom 19. Februar 1803. Der Kanton Zürich war in «Zünfte» eingeteilt, die Wahlkreisen entsprachen. Angst sass als gewählter Vertreter der Landzunft «Regensberg» im Wahlbezirk Bülach im Grossen Rat und wurde 1816 in den Kleinen Rat gewählt. Er war Mitglied der Justizkommission.
Angst war Mitglied der Ärztlichen Gesellschaft des Kantons Zürich und verstarb im Juni 1829 an den folgen eines Schlaganfalls.